# Le Cachemire X.B.T.
Le Cachemire X.B.T. est une comédie en 1 acte d'Eugène Labiche, représentée pour la 1re fois à Paris au Théâtre du Vaudeville le 24 février 1870.
- Collaborateur Eugène Nus.
- Éditions Dentu.

## Distribution
| Acteurs et actrices ayant créé les rôles |                   |
| Personnage                               | Acteur ou actrice |
| Rotanger                                 | M. Parade         |
| Lobligeois                               | M. Delannoy       |
| Adolphe Lancival                         | Saint-Germain     |
| Isidore, garçon de boutique              | M. Fauvre         |
| Clémence Lobligeois                      | Mlle Lovely       |
| Chloé                                    | Mlle Deschamps    |